# Jan Jan
Chansons représentant l'Arménie au Concours Eurovision de la chanson
Qélé, Qélé
(2008) Apricot Stone
(2010)
Jan Jan est la chanson représentant l'Arménie au Concours Eurovision de la chanson 2009 à Moscou en Russie. Elle est interprétée par Inga & Anush.

## Sélection
Arménie 1 annonce sa participation au Concours Eurovision de la chanson 2009 le 9 janvier 2009. Le diffuseur choisit d'organiser une finale nationale pour sélectionner à la fois l'artiste et la chanson pour le concours 2009. Les artistes doivent être de nationalité arménienne, tandis que les auteurs-compositeurs du monde entier pouvaient soumettre des chansons.
Elle a lieu le 14 février 2009. Les 21 participants sont sélectionnés par le diffuseur à l'issue d'une période de candidature ouverte du 9 janvier au 7 février 2009. À la fin du vote, la combinaison moitié-moitié des votes d'un jury professionnel et d'un vote du public, arrivant première des deux votes, Jan Jan interprétée par Inga et Anush Arshakyan, est désignée vainqueur.
À la suite de la victoire d'Inga et d'Anush, la presse azerbaïdjanaise affirme que Jan Jan copie la chanson Nakhchivani, composée il y a plus de 30 ans par le compositeur azerbaïdjanais Tofik Kouliyev. Cependant, les deux chansons se ressemblent à peine avec seulement de légères similitudes de rythmes et d'instrumentation régionaux.

## Eurovision

### Demi-finale
La chanson est d'abord présentée lors de la première demi-finale le mardi 12 mai 2009. Elle est la sixième chanson de la soirée, suivant La Voix interprétée par Malena Ernman pour la Suède et précédant La teva decisió (Get a Life) interprétée par Susanna Georgi pour Andorre.
La performance arménienne met en vedette Inga et Anush vêtues de manteaux bleu foncé avec des cols noirs et des chapeaux avec des tresses attachées en compagnie de quatre danseuses. La présentation sur scène, créée par l'agence de design russe Fresh Art, commence avec les artistes assises sur un piédestal bleu au milieu de la scène. Les chanteuses se lèvent avec les danseuses quittant le piédestal pour exécuter une routine de danse sur le sol de la scène. La performance comprend également des effets de fumée et de flammes pyrotechniques ainsi que des rayons laser verts, et les écrans LED projettent des ornements et des symboles dans des couleurs principalement vertes et roses.
À la fin des votes, la chanson obtient 99 points et finit à la cinquième place sur dix-huit participants. Elle fait partie des neuf chansons sélectionnées en raison du plus grand nombre de points pour la finale.

#### Points attribués à l'Arménie lors de la première demi-finale
| 12 points             | 10 points                                               | 8 points              | 7 points              | 6 points                                 |
| --------------------- | ------------------------------------------------------- | --------------------- | --------------------- | ---------------------------------------- |
| - Tchéquie            | - Allemagne - Belgique - Biélorussie - Israël - Turquie | - Bulgarie - Roumanie |                       |                                          |
| 5 points              | 4 points                                                | 3 points              | 2 points              | 1 point                                  |
| - Royaume-Uni - Suède | - Monténégro                                            |                       | - Islande - Macédoine | - Bosnie-Herzégovine - Finlande - Suisse |

### Finale
Lors de la finale, la chanson est la neuvième de la soirée, suivant This Is Our Night interprétée par Sákis Rouvás pour la Grèce et précédant Mamo interprétée par Anastassia Prykhodko pour la Russie. Inga et Anush refont la même performance qu'en demi-finale.
À la fin des votes, la chanson obtient 92 points et finit à la neuvième place sur vingt-cinq participants.

#### Points attribués à l'Arménie lors de la finale
| 12 points             | 10 points                     | 8 points            | 7 points              | 6 points                             |
| --------------------- | ----------------------------- | ------------------- | --------------------- | ------------------------------------ |
| - Tchéquie            |                               | - Israël            | - Belgique - Roumanie | - Bulgarie - France - Turquie        |
| 5 points              | 4 points                      | 3 points            | 2 points              | 1 point                              |
| - Royaume-Uni - Suède | - Islande - Pays-Bas - Russie | - Slovaquie - Suède | - Pologne - Ukraine   | - Biélorussie - Finlande - Macédoine |